# Duihekou Shuiku
Duihekou Shuiku är en reservoar i Kina. Den ligger i provinsen Zhejiang, i den östra delen av landet, omkring 41 kilometer nordväst om provinshuvudstaden Hangzhou. Duihekou Shuiku ligger 45 meter över havet. Arean är 3,9 kvadratkilometer. I omgivningarna runt Duihekou Shuiku växer i huvudsak blandskog. Den sträcker sig 3,1 kilometer i nord-sydlig riktning, och 3,2 kilometer i öst-västlig riktning.
Genomsnittlig årsnederbörd är 2 072 millimeter. Den regnigaste månaden är juni, med i genomsnitt 365 mm nederbörd, och den torraste är januari, med 83 mm nederbörd.